# Claudia Heill
Claudia Heill (* 24. Januar 1982 in Wien; † 31. März 2011 ebenda) war eine österreichische Judoka.

## Leben
Die Zeitsoldatin war Teilnehmerin bei den Olympischen Sommerspielen 2004 und 2008. Sie errang mit Silber 2004 in Athen als erste österreichische Judoka eine Olympiamedaille. 2007 wechselte sie aus finanziellen Gründen vom JC Vienna Samurai zu Judoteam Shiai do. 2008 in Peking scheiterte sie im Kampf um Bronze und belegte Platz 5. Bei Europameisterschaften gewann Heill fünf Medaillen. Von 2001 bis 2008 war Heill Teil des Kaders des Heeressportzentrums des Österreichischen Bundesheers.
Am 21. Juni 2009 gab sie ihren Rücktritt vom aktiven Sport bekannt, danach besuchte sie an der Fachhochschule Wiener Neustadt den Studiengang „Training und Sport“ und war als Trainerin am Österreichischen Leistungssport-Zentrum Südstadt (ÖLSZ) (Meistergrad: 4. Dan) tätig.

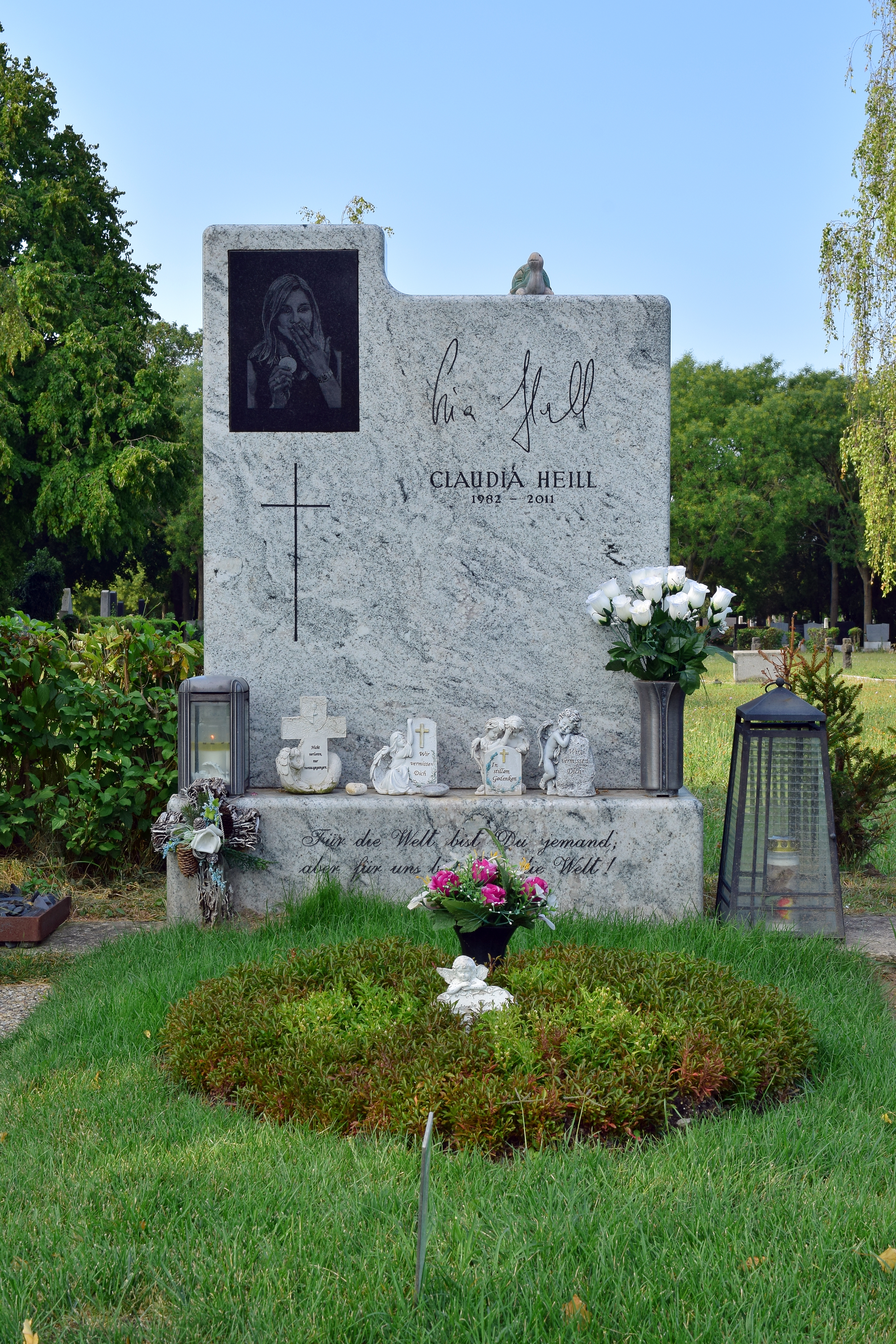
Ehrenhalber gewidmetes Grab auf dem Wiener Zentralfriedhof

Am 31. März 2011 starb Heill im 3. Wiener Gemeindebezirk Landstraße nach einem Sturz aus dem Fenster im sechsten Stock des Hauses, in dem sie wohnte. Die Polizei geht von einem Suizid aus. Claudia Heill wurde am 19. April 2011 am Wiener Zentralfriedhof unter großer Anteilnahme in einem ehrenhalber gewidmeten Grab (Gruppe 40, Nummer 71) beigesetzt.
Im Jahr 2014 wurde in Wien-Donaustadt (22. Bezirk) der Claudia-Heill-Weg nach ihr benannt.

## Größte Erfolge
- Olympische Sommerspiele 2004 in Athen: Silbermedaille (-63 kg)[14]
- Olympische Sommerspiele 2008 in Peking: 5. Platz[15]
- Weltmeisterschaften
  - 5. Platz 2001
  - 7. Platz 2007
- Militär-Weltmeisterin, 2006 in Vinkovci, HR[16]
- Europameisterschaften
  - 2. Platz 2001 und 2005
  - 3. Platz 2002, 2003 und 2007
- 9-fache Staatsmeisterin[1]

## Auszeichnungen
- Silbernes Ehrenzeichen für Verdienste um die Republik Österreich (2004)[17]